# Jurij Oleksandrovyč Kosin
Jurij Oleksandrovyč Kosin (26. září 1948, Kompanijivka – 24. října 2022) byl ukrajinský fotograf, lektor, kurátor výstav a cestovatel. Byl členem Národní společnosti fotografických umělců Ukrajiny, lektorem a kurátorem na Nezávislé akademii fotografických umění Ukrajiny, organizátorem a kurátorem fotogalerie „Eksar“ na Ukrajině. Byl také členem sdružení „Kulturforum“ a uměleckého studia „Kulturwerkstatt Trier“ v Německu. Byl stálým členem ukrajinského televizního pořadu „Svoimi očima“ (svýma očima) věnovanému cestování a turistice. Kosin byl jmenován jedním z expertů na fotografickou kritiku na Ukrajině v odborném průzkumu provedeném v roce 2011 a byl účastníkem Ukrajinské nové vlny.

## Životopis

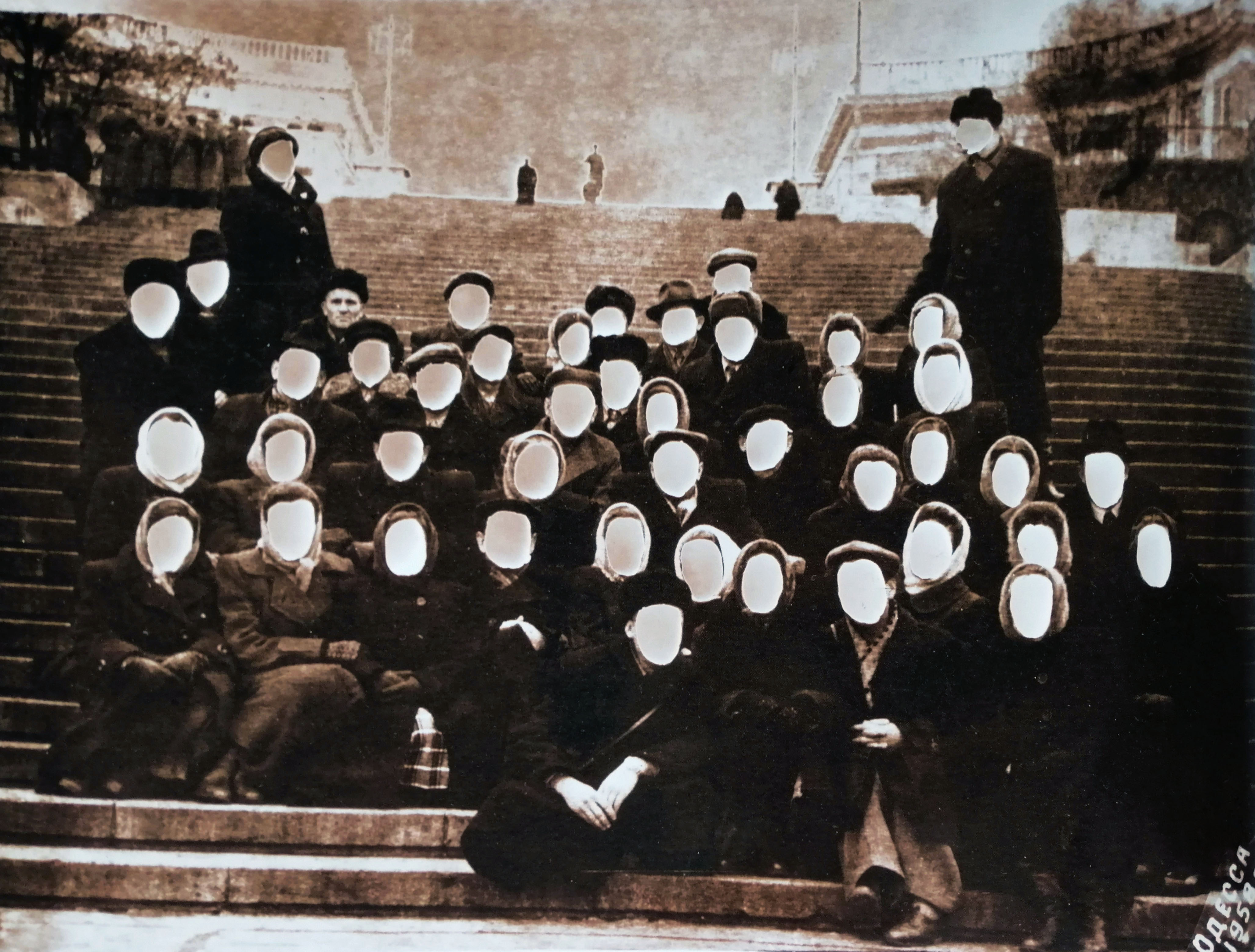
Otec fotografie, 1995

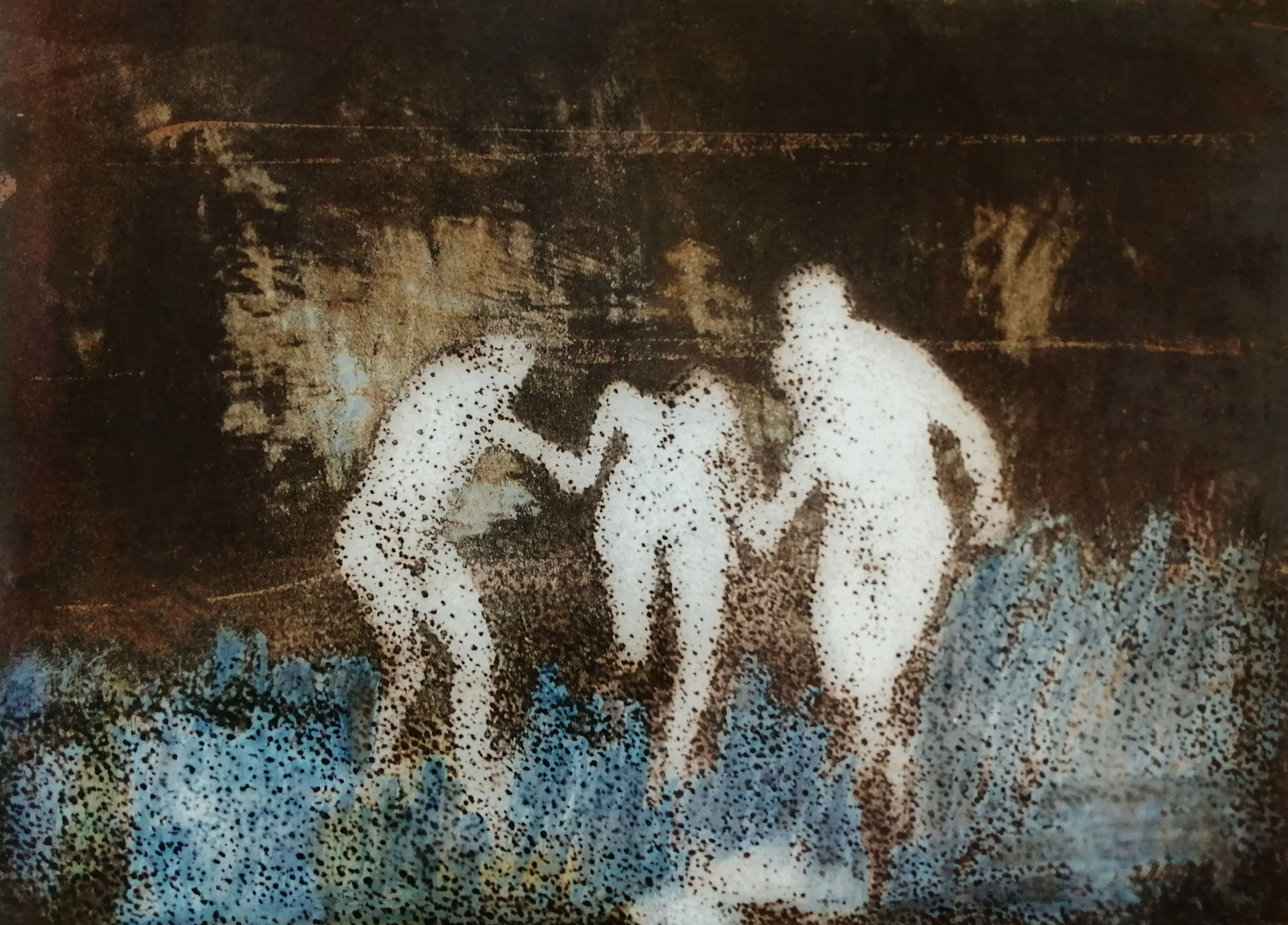
Koupající se, 1996

Kosin se narodil 26. září 1948 v Kompanijivce, v té době v Ukrajinské SSR Sovětského svazu (dnes v Kirovohradské oblasti střední Ukrajiny). V roce 1974 absolvoval Kyjevský polytechnický institut. Nějakou dobu pracoval jako inženýr, ale později si oblíbil umění a fotografii. V roce 1988 absolvoval Kyjevský institut žurnalistiky. V roce 1977 byl spolukurátorem avantgardního sdružení Ruch (Hnutí) a podzemní výstavy, ve které byli umělci: Mikola Trehub, Vudon Baklitskij, Alexander Kostetskij, Olena Golub, Nicholas Zalevskij a další. Později Kosin uspořádal celou řadu výstav, převážně fotografických, jak svých samostatných, tak skupinových.
Kosin později žil v Irpini (Kyjevská oblast, Ukrajina). Fotografkou je i jeho dcera Věra Kosina. Žije a pracuje v Polsku. Jurij Kosin zemřel 24. října 2022 ve věku 74 let.

## Úspěchy ve fotografii

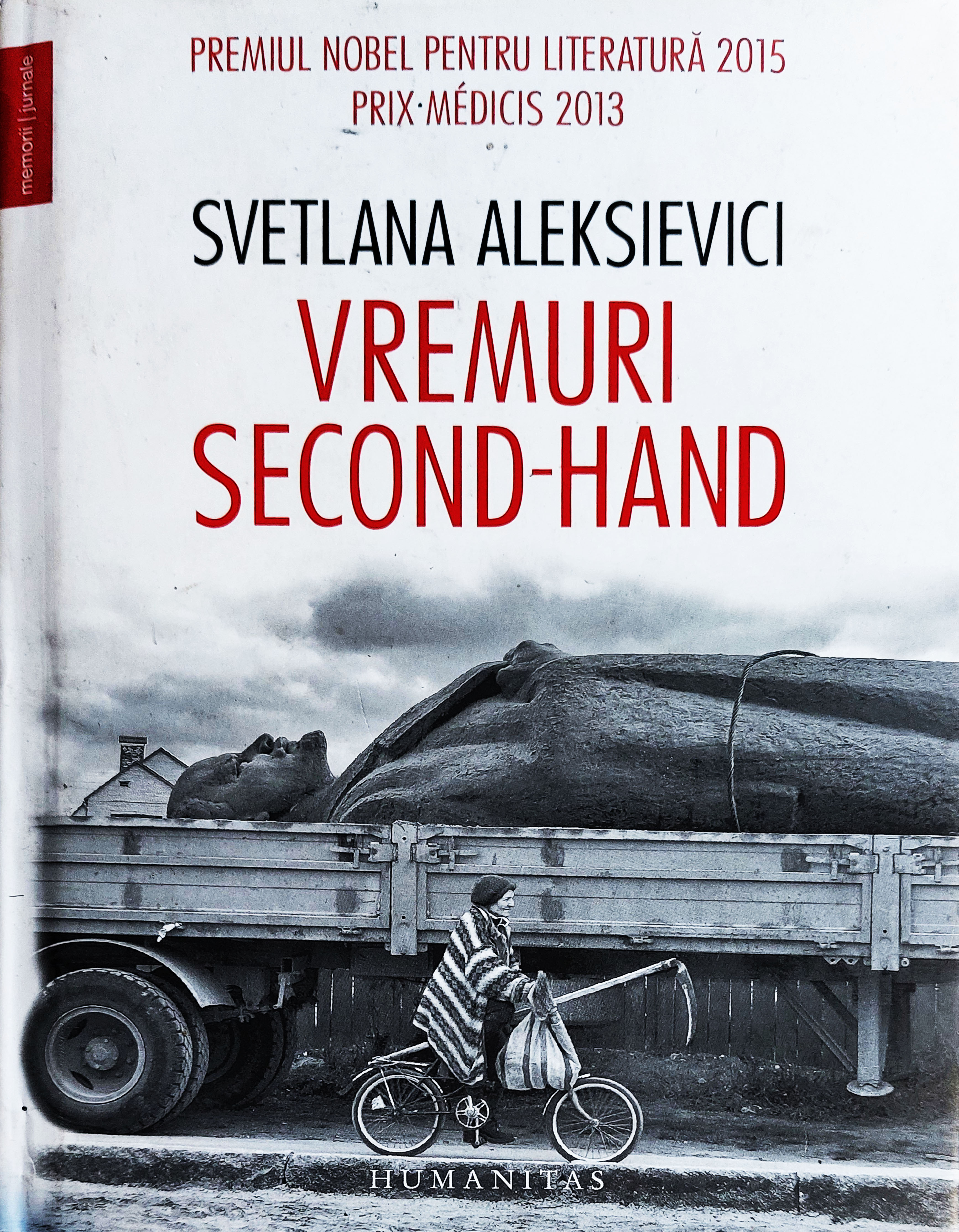
Obálka knihy Světlany Aleksievičové s fotografií Jurije Kosina, 2016

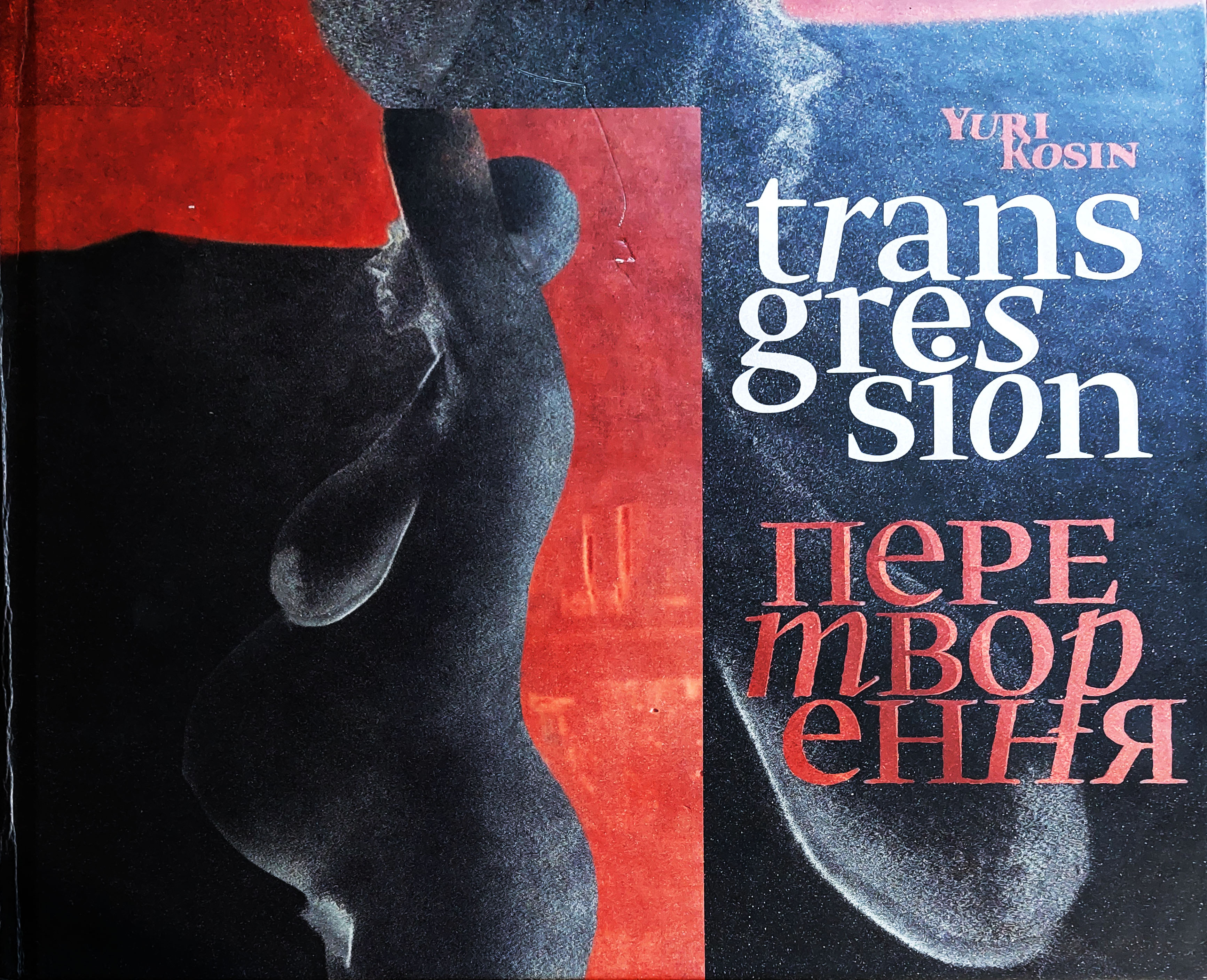
Obálka knihy Transgression od Jurije Kosina, 2019

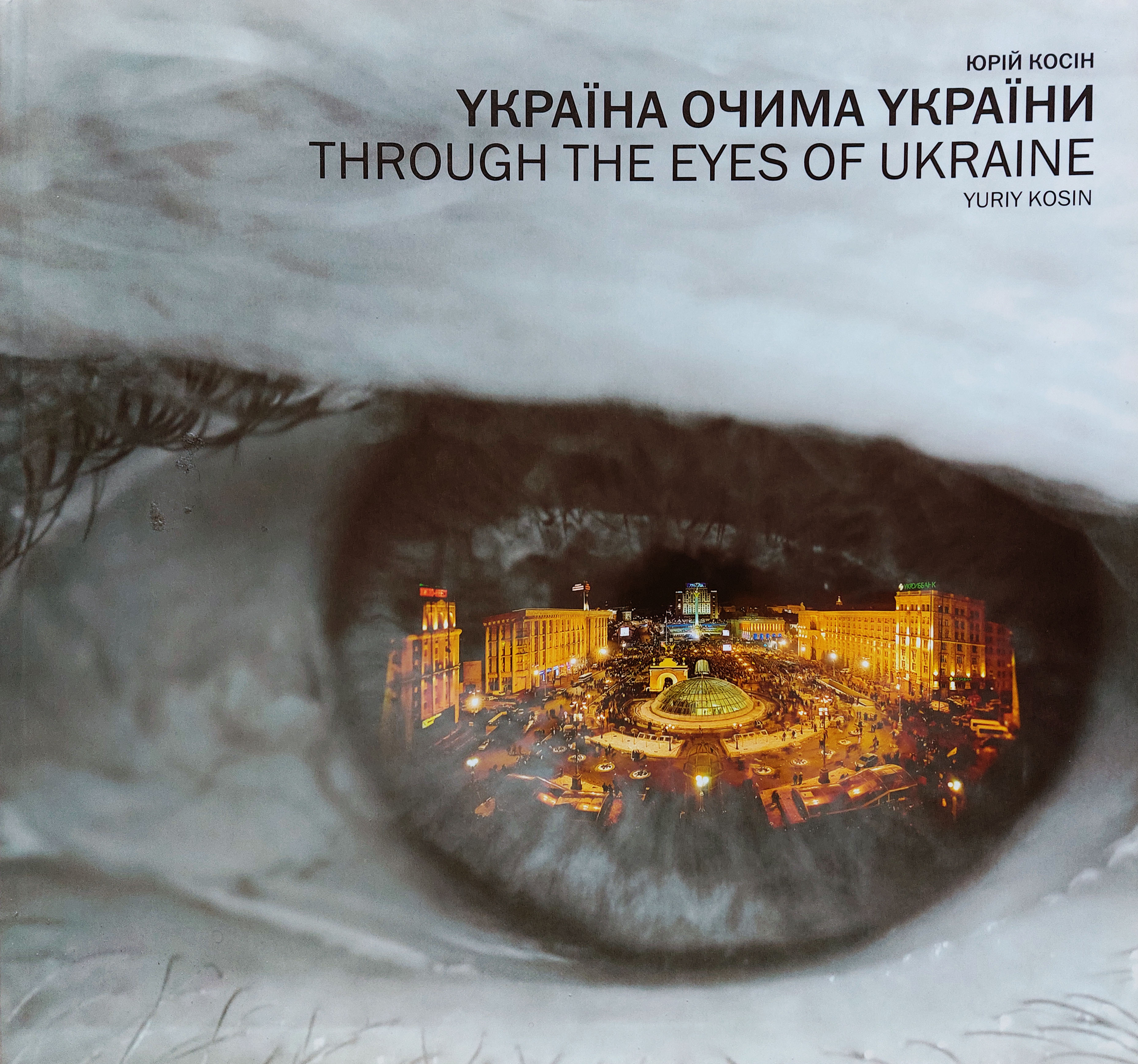
Obálka fotoalba Ukrajina očima Ukrajiny od Jurije Kosina, 2005

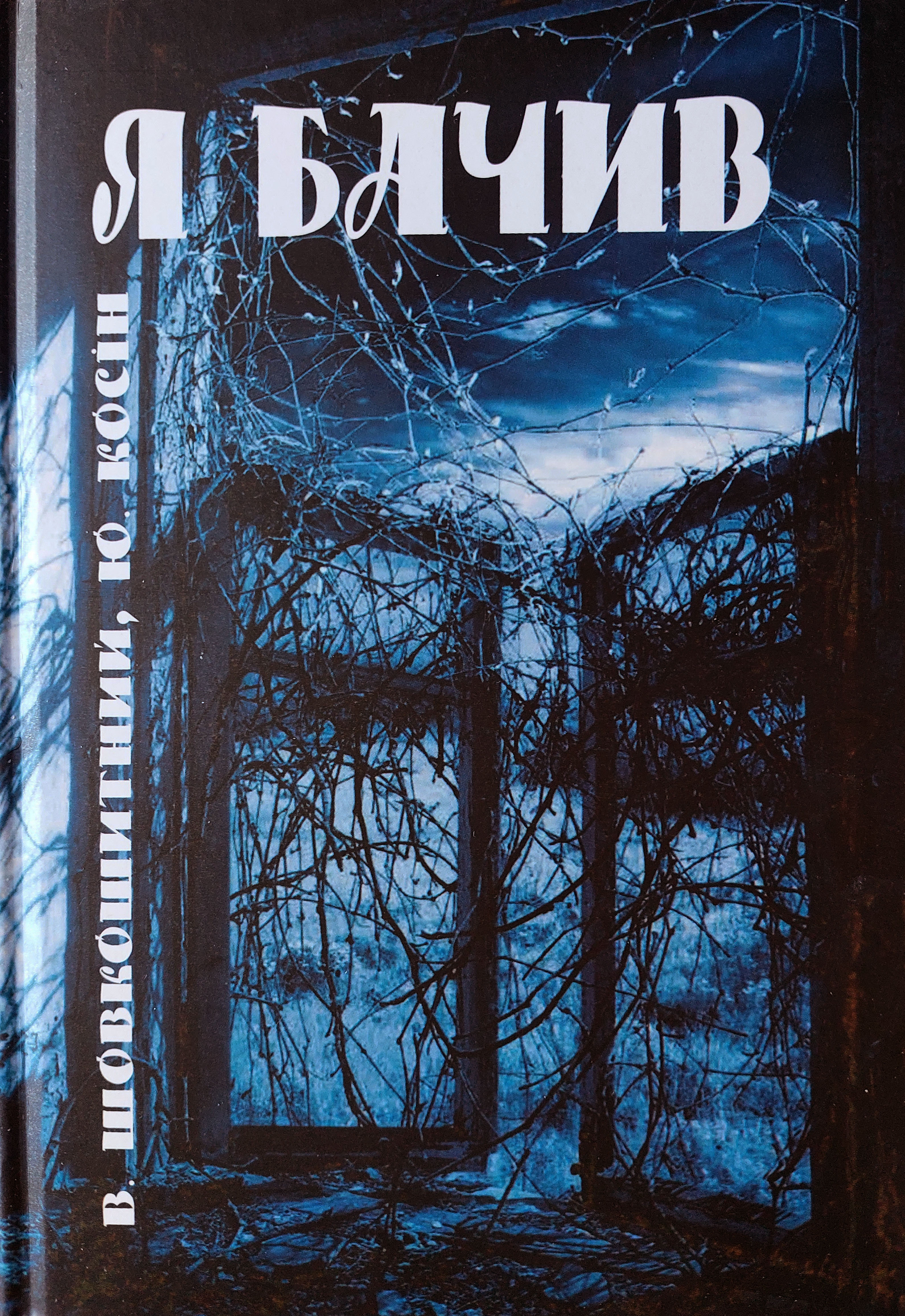
Obálka knihy Viděl jsem, foto Jurij Kosin, 2016

Od roku 1987 se Jurij Kosin zúčastnil více než 40 společných výstav na Ukrajině, v Rusku, Spojených arabských emirátech, Německu, Bělorusku, Slovensku, Spojených státech, Polsku, Spojeném království, Izraeli, Litvě a Francii. Mnoho z jeho děl je zahrnuto v soukromých sbírkách ve Švýcarsku, Spojených státech, Polsku, Rusku, Ukrajině, Izraeli, Francii, Belgii, Nizozemsku a Německu. Některé z Kosinových snímků jsou také umístěny ve Fotografickém fondu v Moskvě, Lotyšském muzeu fotografie v Rize, Lancasterské univerzitě, Národním muzeum historie Ukrajiny. Jurij Kosin se zabýval organizováním výstav fotografií ukrajinských umělců více než 20 let.
V 80. letech vytvořil Jurij Kosin svou vlastní uměleckou metodu, která byla následně pojmenována „přestup (transgrese)“. V letech 1980 až 1990 bylo „přestupem“ dosaženo částečnou fyzikální a chemickou destrukcí emulze.

## Osobní výstavy
- 1988 – „Propojení“, výstavní síň sdružení umělců Ukrajiny, Kyjev, Sovětský svaz
- 1990 – „Infikovaná zóna“, Budinok Pismennika, Kyjev, Sovětský svaz
- 1991 – „Svět, který jsme ztratili“, „Kinocentr“, Moskva, Sovětský svaz
- 1992 – „Černobyl“, Mezinárodní umělecká galerie, Minneapolis, USA

Akce Tour "Černobyl – místo setkání", Velká Británie, USA
Performance "Místo setkání" ("First Moment of Plague"), Andrievskij uzviz, Kyjev, Ukrajina
- 1994 – Performance „Budování modelu současné mysli“ Irpiň, Ukrajina

"Živé obrázky", muzeum " Kyjevská pevnost ", Kyjev, Ukrajina
- 1995 – „Transgression“, Kreativní akademie „Bezalel“, Jeruzalém, Izrael

"Černobyl 1986-1995", Dům tří jazyků, Lumen, Belgie
"Stříbrné světlo", galerie "Garáž", Riga, Lotyšsko
"Personifikace", Lotyšské muzeum fotografie, Riga, Lotyšsko
- 1996 – „Transgression“, francouzské kulturní centrum, Kyjev, Ukrajina

"Pasážní lekce", De Markten Gemeenschapscentrum, Brusel, Belgie
"Anabióza", Národní historické muzeum Ukrajiny, Kyjev, Ukrajina
"Emanation", východo-západní evropské kulturní centrum «Palais Jalta», Frankfurt, Německo
- 1997 – Performance „Kreativní reklama“, Irpiň, Ukrajina

Transgrese, Kulturní centrum "Tuchfabrik", Trevír, Německo
- 1998 - "Černobyl", Ministerstvo životního prostředí, Mainz, Německo

"Transgression", Mill Gallery, Kalai, Británie
"Transgression", galerie Folli, Lancaster, Británie
- 2000 – „Nekonečná fotografie“, galerie „RA“, Kyjev, Ukrajina

Akce "Umění jako oslava", Irpiň, Ukrajina
- 2001 - "Současné umění", "Art Club 44", Kyjev, Ukrajina
- 2002 – Galerie "Dim Mikoli", Kyjev, Ukrajina

"Autobiografie z třetí osoby", galerie "Dim Mikoli", Kyjev, Ukrajina
- 2003 – Akce „Cry in the Water“, Irpiň, Ukrajina

"Pisannitsy", galerie Art Center na Kostelnaji, měsíc fotografie "Fotobienale" v Kyjevě na Ukrajině
"Pisannitsy", Suverénní duma v Moskvě, Rusko
- 2004 – Akce „Cry in the Sky“, Irpiň, Ukrajina
- 2005 – „Ukrajina očima Ukrajiny“, galerie „RA-photo“, „Fotobienale“ měsíc fotografie v Kyjevě na Ukrajině

"Ukrajina očima Ukrajiny", kabinet ministerstva, Kyjev, Ukrajina
- 2006 - "Černobyl-20", Harvard University, Washington, New-York, USA

"Borderland", Ukrajinský institut USA, New York City
"Lidská zkušenost o dvacet let později", Woodrow Wilson Center, Washington, USA
"Vždy to tak bylo", Centrum současného umění "Solvay", Krakov, Polsko
"Barva naděje", Kabinet ministrů, Kyjev, Ukrajina
- 2010 – „Realita „fenoménu“, galerie Svazu litevských fotografů, Vilnius, Litva

Účastnil se více než 40 společných výstav na Ukrajině, v Rusku, Spojených arabských emirátech, Německu, Bělorusku, Slovensku a Francii.

## Skupinové výstavy
- 1988 - "The Hot Trace". Palác mládeže. Moskva, Sovětský svaz.

"Žhavá stopa". Galerie "Metropol". Minsk, Sovětský svaz.
- 1991 – Výstava Svazu ukrajinských umělců. Kulturní centrum. Kyjev, Ukrajina.
- 1994 - "Tři perspektivy". Radnice. Menden, Německo.

„Ukrajinská fotografie dnes“. Katolická akademie. Schwerte, Německo.
„Fotoumělci z Kyjeva“. Muzeum " Kyjevská pevnost ". Kyjev, Ukrajina.
"Ukrpressphoto-95". Ukrajinský dům. Kyjev, Ukrajina.
- 1995 - "Cherkassy-95". Výstavní síň Svazu ukrajinských umělců. Čerkasy, Ukrajina.

"Ukrpressphoto-95". Galerie "Gart". Južnoukrainsk, Ukrajina.
"7 x 7". Fotogalerie "Na uzvozi". Kyjev, Ukrajina.
- 1996 - "Ukrpressphoto-96". Ukrajinský dům. Kyjev, Ukrajina.

"Vision Art". Národní muzeum umění Ukrajiny. Kyjev, Ukrajina.
„Všechna ukrajinská výstava“. Ukrajinské státní muzeum dějin Velké vlastenecké války. Kyjev, Ukrajina.
"Ukrpressphoto-96". Fotogalerie "Na uzvozi". Kyjev, Ukrajina.
- 1997 - "Blitz Exhibition". Galerie Artsyz“. Kyjev, Ukrajina.

"Zapůsobit". Ivano-Frankivsk, Ukrajina.
"UFO". Ukrajinský dům. Kyjev, Ukrajina.
"Liga umělců". Fotogalerie "Eksar". Kyjev, Ukrajina.
"Beze slov". Fotogalerie "Eksar. Kyjev, Ukrajina.
"Mesiac Photografie". Bratislava, Slovensko.
- 2003 – „Definující slovník“, Kyjev, Ukrajina

"Foto session", galerie Soviart, Kyjev, Ukrajina
"Pozice", galerie Lavra, Kyjev, Ukrajina
"Ukrajina v centru pozornosti", galerie "Gorod N", Kyjev, Ukrajina
- 2006 – „Tenkrát Černobyl“, Centre de Cultura Contemporània de Barcelona (CCCB), Barcelona, Španělsko

"Černobyl-20", New-York, USA
"Černobyl-20", Washington, USA
"Oranžový okamžik", Ukrajinský dům, Kyjev, Štrasburk

## Práce kurátora
- 1997 – „Lege Artist“, fotogalerie „Eksar“, Kyjev, Ukrajina
- 1998 – „Paradžanov“, fotografie A. Vladimirov, fotogalerie „Eksar“, Kyjev, Ukrajina

"Děti revoluce", fotografoval A. Chekmenev, fotogalerie "Eksar", Kyjev, Ukrajina
"Pornografie", fotografie E. Pavlova, fotogalerie "Eksar", Kyjev, Ukrajina
"Inkarnace", fotografie E. Martinyuk, fotogalerie "Eksar", Kyjev, Ukrajina
"Poetická krajina", fotogalerie "Eksar", Kyjev, Ukrajina
"Dovednost ochrany obrazu", fotogalerie "Eksar", Kyjev, Ukrajina
"Tělo, fotogalerie "Eksar", Kyjev, Ukrajina
"Bez komentáře" fotogalerie "Eksar", Kyjev, Ukrajina
"Efekt přítomnosti", fotogalerie "Eksar", Kyjev, Ukrajina
- 1999 – „Deliberate reality“, fotografie O. Polisyuk, fotogalerie „Eksar“, Kyjev, Ukrajina
- 2002 – „Tímto vzduchem se na mě Bůh dívá“, fotografie Ivana Ždanova (Rusko), fotogalerie „Eksar“, Kyjev, Ukrajina
- 2003 – „Position“, galerie „Lavra“, Fotobienale – 2003 „Měsíc fotografie v Kyjevě“, Kyjev, Ukrajina

## Soutěže
- První celoodborový slide-festival " Charkov -90" – první cena
- Národní soutěž dokumentárních snímků "Ukrpressphoto-94" – první cena
- Národní soutěž dokumentárních snímků "Ukrpressphoto-94" – První, třetí a zvláštní cena
- „Fotograf roku“, letopis „Academia“ – první cena
- Bleskový fotografický festival "Arcyz -97"

## Sbírky
- Fotografický fond, Moskva, Rusko
- Kunstmuseum Bonn (nebo Bonn Museum of Modern Art), Bonn, Německo
- Lotyšské muzeum fotografie, Riga, Lotyšsko
- Národní muzeum historie Ukrajiny
- Historické muzeum v Kyjevě
- Lancaster University, Velká Británie